# Parrocchia di Saint George (Dominica)
La parrocchia di Saint George si trova nella parte occidentale dell'isola di Dominica, di cui è la parrocchia più popolata, con 20.211 abitanti.
Confina a nord con Saint Paul, a est con Saint David e Saint Patrick e a sud con Saint Luke.

## Località
Il centro più importante è la capitale Roseau, con 14.847 abitanti. Tra le altre località ci sono:
- Fond Cani
- Trafalgar
- Wotten Waven
- Morne Prosper
- Giraudel
- Eggleston
- Laudat
- Bellevue Chopin